# Fortpres CUG
Fortpres CUG este o companie secializată în fabricarea utilajelor pentru metalurgie din Cluj-Napoca, România.
Titlurile Fortpres CUG se tranzacționează la categoria de bază a pieței Rasdaq, secțiunea XMBS, sub simbolul FOCU.
Combinatul de Utilaj Greu Cluj a fost divizat în 1991 în opt societăți: Fortpres, Termorom, UNIMET, TCM, PSA, Tehnomag, ERS și Fortur.
O parte dintre acestea, Fortur, ERS și PSA, au fuzionat în aprilie 1999, devenind CUG.